# Чарлз Биард
Чарлз Остин Биард (на английски: Charles Austin Beard, 1874 – 1948) е американски историк, един от основателите на икономическото направление в историографията на САЩ. Професор от 1915 г.

## Основни трудове
- „Подем на американската цивилизация“ – 4 том, 1927 – 1947, в съавторство с Мери Ритър Биард;
- „Основи на историята на САЩ“ – 1944, в съавторство с Мери Ритър Биард.

В последните си работи застава на изолационистки позиции.